# Shabab Al-Ahli Dubai FC
Shabab Al Ahli Club (arabisk: نادي شباب الأهلي ) er en fodboldklub fra de Forenede Arabiske Emirater baseret i Dubai, der for tiden spiller i De Forenede Arabiske Golf League. Shabab Al Ahli er en af de mest succesrige klubber i UAE . 
Shabab Al Ahli Club blev grundlagt i 1958 i Dubai. Det er en Emirati klub, og dens præsident er Sheikh Hamdan bin Mohammed bin Rashid Al Maktoum og vicepræsident Sheikh Maktoum bin Mohammed bin Rashid Al Maktoum, og klubbens bestyrelsesformand er Sheikh Ahmed bin Mohammed bin Rashid Al Maktoum, og næstformand er Sheikh Mansoor bin Mohammed bin Rashid Al Maktoum. Og Sheikh Mansoor bin Mohammed er også leder af Shabab Al Ahli Football Company. 
Shabab Al Ahli FC har vundet syv ligatitler, en otte UAE's President Cup, 4 UAE Super Cup-titler og 3 UAE Ligacup-titler, hvilket giver i alt 22 nationale titler, hvilket gør dem til det næstbedste hold i UAE.   